# Хауске државе
Краљевина Хауса, хауске државе или Хаусаланд била је група градова-држава које су основали Хауси између реке Нигер и језера Чад на територијима данашњег северног Нигера. Хаусаланд се граничио са западним и источним суданским краљевствима, древном Ганом и Малијем. Државе су имале велику улогу у периоду од 15. до 19. века као велика трговачка упоришта у транссахарској трговини. Хаусаланд се обликовао као политички и културни регион током првог миленијума као резултат ширења хауског народа на запад. Они су приспели у Хаусаланд када се терен претварао из шуме у савану. Почели су да узгајају житарице, што је довело до гушћег сеоског становништва. Имали су заједнички језик, законе и обичаје. Хауски народ је био познат по риболову, лову, пољопривреди, рударству соли и ковачком занату.
До 14. века, Кано је постао најмоћнија град-држава. Кано је била база за транссахарску трговину сољу, тканином, кожом и житом. Усмена хауска историја огледа се у легенди о Бајаџиду, која описује авантуре Багдадског хероја Бајаџида, која кулминирала убиством змије у бунару Даура и браком са локалном краљицом Магаџијом Даурамом. Према легенди, јунак је имао дете са краљицом, Баво, и још једно дете са краљичином слушкињом Карбагари.
Иако су хауске државе делиле исту лозу, језик и културу, оне су биле окарактерисане жестоким ривалством једна са другом, при чему је свака држава тражила превласт над другима. Они су стално ратовали једни против других и често су радили са освајачима на штету својих сестринских држава, ометајући њихов колективни напредак.
Током Фуланског рата, почетком 19. века, хауске државе је освојила фуланска војска под вођством Усмана дан Фодиа. Тако су оне постале део Сокотског калифата.

## Митологија
Према легенди о Бајаџиди, државе Хауса су основали синови и унуци Бајаџиде, принца чије се порекло разликује по традицији, али га званични канон бележи као особу која се оженила Даурамом, последњом Кабаром од Дауре, и најавила крај матријархалних монарха који су некада владали народом Хауса. Према најпознатијој верзији, прича о државама Хауса почела је са принцом из Багдада по имену „Абу Јазид“. Када је стигао до Дауре, отишао је у кућу једне старице и замолио је да му да воде, али она му је испричала каква је невоља на земљи, како је једини бунар у Даури, звани Кусугу, настањен змијом по имену Сарки, којa је грађанима Дауре дозвољавала да узму воду само петком. Пошто је „сарки” хауска реч за „краља”, ово је можда била метафора за моћну фигуру. Бајаџида је убио Сарки и због онога што је храбро учинио краљица се удала за њега. Након венчања са краљицом, људи су почели да га зову Бајаџида што значи „пре тога није разумео (језик)“.

### Хауса Баквај
Краљевине Хауса су започеле као седам држава основаних према легенди о Бајаџиди од шест синова Бавоа и њега самог, сина хероја и Магаџије Даураме, поред херојевог сина Бирама или Ибрахима, из ранијег брака. Државе су укључивале само краљевства насељена хауским говорницима: Даура, Кано, Кацина, Зарија (Зазај/Зегзег), Гобир, Рано, и Хадехија (Бирам)..
Од почетка историје Хауса, седам држава је поделило производне и радне активности у складу са својом локацијом и природним ресурсима. Кано и Рано су били познати као „Поглавари Индига“. Памук је лако растао у великим равницама ових држава, и оне су постале примарни произвођачи тканине, ткајући је и фарбајући је пре него што су је у караванима слали у друге државе унутар Хаусаланда и у велике регионе изван њих. Бирам је био првобитно седиште владе, док је Зарија снабдевала радну снагу и била је позната као „Поглавар робова“. Кацина и Даура су били „шефови тржишта“, пошто им је њихова географска локација омогућавала директан приступ караванима који су долазили преко пустиње са севера. Гобир, који се налазио на западу, био је „Вођа рата“ и углавном је био одговоран за заштиту царства од инвазивних Краљевина Гане и Сонгаја.

### Банза Баквај
Према легенди о Бајајиди, државе Банза Баквај основало је седам синова Карбагарија („запоседелаца градова“), сина Бајајиде и робиње Багварије. Они се зову Банза Баквај, што значи „копиле/лажних седам”, због робског статуса њихових предака.
- Замфара (држава насељена хауским говорницима)
- Кеби (држава насељена хауским говорницима)
- Јаури (такође звана Јавури)
- Гвари (такође звана Гвариланд)
- Кварарафа (држава народа Џукун)
- Нуп (држава народа Нуп)

## Историја

### Зенит
Хауса краљевства први пут помиње Јакуби у 9. веку. Она су била трговачки центри из 15. века који су се такмичили са Канем-Борном и Мали царством. Примарни извоз били су робови, кожа, злато, тканине, со, ораси кола, животињске коже и кана. У различитим тренуцима своје историје, Хауса је успела да успостави централну контролу над својим државама, али се такво јединство увек показало кратким. У 11. веку освајања која је покренуо Гијимасу из Каноа су кулминирала рођењем прве уједињене нације Хауса, иако је она била кратког века. За време владавине краља Јаџија I (1349–85) Ислам је прво уведен Кану. Многи муслимански трговци и свештеници некада су долазили из Малија, из области Волта, а касније и из Сонгаја. Краљ Јаји је именовао кадију и имама као део државне управе. Мухамед Румфа (1463–99) је градио џамије и медресе. Такође је изнајмио Мухамеда ал-Магилија да напише расправу о муслиманском управљању. Многи други научници су доведени из Египта, Туниса и Марока. Ово је претворило Кано у центар муслиманске науке. Исламизација је олакшала ширење трговине и била је основа проширене маркетиншке мреже. Улама је пружио правну подршку, гаранције, безбедно понашање, упознавање и многе друге услуге. До краја петнаестог века, Мухамед ал-Корау, свештеник, преузео је контролу над Кацином проглашавајући се краљем. „Уламе су касније доведене из северне Африке и Египта да живе у Кацини. Појавила се уламска класа под краљевским патронатом. Хауса владари су постили Рамазан, градили џамије, одржавали пет обавезних намаза и давали милостињу (зекат) сиромашнима. Ибрахим Маје (1549–66) је био исламски реформатор и успоставио је исламски закон о браку у Кацини. Генерално, Хаусаланд је остао подељен између муслиманске космополитске урбане елите и локалних анимистичких руралних заједница. Током овог временског периода, Леон Африканац у својој књизи Descrittione dell’Africa укратко помиње описе политичке и економске државе Хаусаланда током тог времена, иако је непознато да ли ју је заиста посетио. Сматра се да је Хаусаленд углавном имао вазални статус Сонгаја, јер у свом опису Замфаре он коментарише да су „њиховог краља заклале Аскије и да су они постали даваоци данка“, а исто се каже и за остатак региона.

### Пад
Упркос релативно константном расту од 15. до 18. века, државе су биле подложне сталном рату изнутра и споља. До 18. века биле су економски и политички исцрпљени. Глад је постала веома честа током овог периода и султани су се наметали у велике порезе да би финансирали своје ратове. Иако су огромну већину његових становника чинили муслимани, до 19. века, покорила их је мешавина фуланских ратника и хауса сељака, изазивајући синкретизам и друштвене неправде. До 1808. државе Хауса је коначно освојио Усуман дан Фодио и укључио у Хауса-Фулански Сокотски калифат.